# 徳島県立城西高等学校
徳島県立城西高等学校（とくしまけんりつ じょうせいこうとうがっこう）は、徳島県徳島市鮎喰町にある公立の高等学校。また、名西郡神山町に徳島県立城西高等学校神山校がある。

## 設置学科
本校
- 生産技術科
- 植物活用科
- 食品科学科
- アグリビジネス科
- 総合学科

神山分校
- 生活科
- 造園土木科

## 沿革
本校
- 1904年4月30日 - 徳島県立農業学校として創立、開校。
- 1921年4月9日 - 林業科を新設。
- 1943年4月6日 - 農業土木科を新設。
- 1945年3月27日 - 女子部を新設。
- 1947年4月1日 - 新制中学校を併設。
- 1948年4月1日 - 徳島県立農業学校を廃止し、徳島県徳島農業高等学校となる。農業、林業、農業土木、農産製造、林業（神領）の各科を置く。女子部は女子農業科と改称。定時制に中心校、国府、佐那河内、神領、上分上山にそれぞれ分校を設置。
- 1949年4月1日 - 徳島県城西高等学校（旧校）となる。普通課程・農業課程・林業課程・農業土木課程・農産製造課程・農村家庭課程を設置。
- 1951年4月1日 - 定時制北井上分校を新設。
- 1952年4月1日 - 国府分校を廃止、中心校と合併。
- 1953年7月10日 - 北井上分校を名東分校と改称。
- 1956年4月1日 - 徳島県立徳島農業高等学校と改称、普通課程廃止し、農業製造課程を農芸化学課程と改称、小松島高校園芸科を吸収、横瀬園芸教室とする。名東分校廃止。
- 1957年4月1日 - 名西高校広野分校を吸収、上山・神領・広野各分校を神山分校上分校舎・神領校舎・広野校舎と改称。
- 1959年4月1日 - 定時制の中心校廃止。
- 1960年4月1日 - 横瀬園芸教室、神山農林教室をそれぞれ勝浦分校、神山分校とする。
- 1963年4月1日 - 神山分校定時制を廃し、全日制となる。（神領・広野）農村家庭課程を生活科と改称、専攻科設置、課程を廃し科とする。
- 1964年4月1日 - 勝浦分校が独立し徳島県立勝浦園芸高等学校（現・小松島西高校勝浦校）となる。
- 1970年3月31日 - 神山分校広野校舎廃止。
- 1972年3月31日 - 専攻科廃止。
- 1974年4月1日 - 施設園芸科新設、農芸化学科、神山分校農林科の募集を停止。食品科、造園土木科を設置。
- 1977年4月1日 - 本校生活科の募集を停止し、家政科を新設。
- 1978年4月1日 - 林業科・農業土木科の募集を停止し、農林土木科新設。佐那河内分校農業科の募集停止。
- 1979年4月1日 - 生活科廃止。
- 1981年3月31日 - 佐那河内分校廃止。
- 1997年4月1日 - 徳島県立城西高等学校と改称。農業科・施設園芸科・農林土木科・食品科・家政科の募集を停止し、農業科学類・総合学科を新設。
- 2004年4月1日 - 農業科学類の募集を停止し、農業科学科を設置。
- 2017年4月1日 - アグリビジネス科が新設。

神山分校
- 1948年4月28日 - 開校、農林科を設置。
- 1963年 - 定時制を廃し全日制となる。農村家庭課程を生活科と改称。
- 1974年 - 農林科の募集を停止し、造園土木科 を設立。
- 1997年 - 校名を徳島農業高校から城西高等学校に改称。

## アグリビジネス科
2017年度より新しく6次産業化を担う人材を育成することを狙いとした、アグリビジネス科が新設された。
これにより、県内の高校で初めて農業、商業、工業を一体として学べる学科が誕生したことになる。」

## 卒業生
- 稲田米昭 - 政治家、小松島市長

## 最寄駅
- JR四国徳島線蔵本駅
- JR徳島線鮎喰駅